# カレン・モク
カレン・モク（莫文蔚、英語: Karen Mok、1970年6月2日 - ）は、香港出身の女優、歌手。星座はふたご座、血液型はO型、ニックネームは麒麟（ケイロン）。本名はカレン・ジョイ・モリス（Karen Joy Morris）である。
周星馳（チャウ・シンチー）との共演作品が多く、劇中では容赦なく顔面を蹴られる役や変人の役が多い。その他の監督作品でも個性的な役をこなしている。以前はアミューズに所属していた。

## 人物・来歴
ウェールズ人の父、芸能関係の仕事をしていた母との間に生まれ、高校卒業後、イタリアのインターナショナル・スクールであるUWCイタリア校アドリアティック・カレッジに2年間、イギリスのロンドン大学に4年間留学。北京語・広東語のほか、英語、日本語、フランス語、イタリア語、ポルトガル語を話し、古典楽器の演奏もこなす。ロンドン大学在学時にサウンド・クリエイターで知られるC.Y.コンとマーク・ロイの二人が結成したユニットにボーカルとして参加し、歌手デビュー。1995年、ウォン・カーウァイ監督の映画『天使の涙』では、レオン・ライや金城武と共演し、第15回香港電影金像奨の助演女優賞を受賞した。1996年、ウォン・カーウァイ監督の演出による日本のタケオキクチのCMに浅野忠信と共演。1997年、CX系ドラマ『タイフーン・シェルター』では浅野忠信、緒川たまきと共演した。アジア地域で展開中の資生堂の新製品「Za」のイメージ・キャラクターとして活躍し、そのCMソングも歌っている。歌手としての活動も多々有り、台湾出身の歌手、陶喆 (David Tao) とも映画『愛と青春の旅立ち』のテーマソングを二人でコラボしている。2005年、ジェイ・チョウの北京ライブで共演、YiDA（イーダ/黄義達)のアルバムにも参加するなど、ミュージシャンからも支持されている。

## 主な出演作品

### 映画
- 廣東五虎之鐵拳無敵孫中山（1993年）
- 清官難審（1994年）
- チャウ・シンチーのゴーストバスター（回魂夜・1995年）【香】
- チャイニーズ・オデッセイ Part1 月光の恋（西遊記 第壹佰零壹回月光寶盒・1995年）【香】
- チャイニーズ・オデッセイ Part2 永遠の恋（西遊記 大結局之仙履奇縁・1995年）【香】
- 天使の涙（堕落天使・1995年）【香】
- 救世神棍（1995年）
- 食神（1996年）【香】
- ブラック・マスク（黒侠・1996年）【香】
- 夢翔る人/色情男女（色情男女・1996年）
- 新・欲望の街I 古惑仔疾風、再び（古惑仔3之隻手遮天・1996年）……DVD邦題：古惑仔III 新・欲望の街 古惑仔疾風、再び
- 欲望の街・純愛篇/紅い疾風（古惑女之決戰江湖・1996年）……VHS邦題：不夜街/危険な天使たち、DVD邦題：セクシー&デンジャラス 〜欲望の街・女古惑仔〜
- 四面夏娃（Four Faces of Love）（1996年）
- 四個32A和一個香蕉少年（1996年）
- 飛虎雄心2之傲氣比天高（1996年）
- wkw/tk/1996@/7'55"hk.net（wkw/tk/1996@/7'55"hk.net・1996年）【日・香】
- 初恋（初纒戀后的2人世界・1997年）【香】
- 新・欲望の街II 97古惑仔最終章（97古惑仔戰無不勝・1997年）……DVD邦題：古惑仔IV 新・欲望の街 97古惑仔最終章
- kitchen キッチン（我愛厨房・1997年）【日・香】
- ハッスル・キング（算死草・1997年）
- 熱血最強（1997年）
- 喜劇王（喜劇之王・1999年）【香】
- 君のいた永遠（とき）（心動・1999年）【香】
- ドラゴン・ヒート（龍火・1999年）
- 魑魅魍魎（1999年）
- フル・スロットル（飆車之車神傳説・2000年）
- 流氓師表/高校F4班（2000年）
- 走到底（2000年）
- 冷戦（九龍冰室・2001年）
- 少林サッカー（少林足球・2001年）【香】
- 恋するブラジャー大作戦（仮）（絶世好Bra・2001年）
- クローサー（夕陽天使・2002年）【米・香】
- 豬扒大聯盟（2002年）
- ドミノ（Office有鬼・2002年）【香】
- ツインズ・エフェクト（千機變・2003年）【香】
- レッド・スノー（極地栄救・2003）
- エンター・ザ・フェニックス（大佬愛美麗・2004年）
- 80デイズ（80日環遊世界・2004年）【米】
- 龍刀奇緣（2005年）【香】（声の出演）
- 童夢奇緣（2005年）【香】
- 老港正傳（2007年）【香】
- 四大天王（四大天王・2006年）【香】
- 秘岸（祕岸・2008年）【中】
- 上司に恋する女（杜拉拉昇職記・2010年）【中】
- 東成西就2011（2011年）【香】
- ファイティング・タイガー（Man of Tai Chi・2013年）【米・中】
- 眠れぬ夜のカルテ（催眠大師・2014年）【中】
- 大話西遊3（2016年）【中】
- カウントダウン（中国語版）（焚城・2024年）【香】

### テレビドラマ
- 恋のめまい愛の傷（2001年）- 更紗 役

## その他の作品
- スパイシー・ラブスープ（主題歌）（愛情麻辣湯・1998年）【中】
- DRAGON BLADE ドラゴン・ブレード（声の出演）（2004年）【日・香】
- あなたがここにいてほしい（主題歌）（我要我們在一起・2021年）【中】